# Modena Football Club 2001-2002
Questa voce raccoglie le informazioni riguardanti il Modena Football Club nelle competizioni ufficiali della stagione 2001-2002.

## Stagione
Salito in B dopo aver vinto la Supercoppa di Serie C1, nel campionato cadetto 2001-2002 il Modena si issa ai vertici già dalle prime battute: da ricordare sono gli incontri vinti contro Napoli (4-1), con la Reggina (3-1) con tre reti realizzate nei primi dieci minuti di gioco e a Vicenza (0-5). Al termine del campionato, i gialloblu arrivano secondi (a due lunghezze dal Como) tornando nella massima serie per la prima volta dal 1964, salendo in due stagioni dalla Serie C1 alla Serie A. La squadra di Gianni De Biasi ha messo sul campo un gioco spettacolare ed efficace al tempo stesso, finalizzando il gioco per la punta Andrea Fabbrini che ha realizzato 18 reti, 2 in Coppa Italia e 16 in campionato. Nella Coppa Italia i canarini hanno vinto il gruppo 4 di qualificazione, eliminando dal torneo il Cagliari, la Reggina ed il Lumezzane, poi nel doppio confronto del secondo turno, hanno ceduto il passo al Perugia.

## Rosa
| N. |                    | Ruolo | Calciatore      |
| -- | ------------------ | ----- | --------------- |
| 3  | Italia (bandiera)  | D     | Jacopo Balestri |
| 4  | Italia (bandiera)  | C     | Paolo Ponzo     |
| 5  | Italia (bandiera)  | D     | Mauro Mayer     |
| 6  | Italia (bandiera)  | D     | Luca Ungari     |
| 7  | Italia (bandiera)  | C     | Omar Milanetto  |
| 8  | Italia (bandiera)  | A     | Marco Veronese  |
| 9  | Italia (bandiera)  | A     | Giacomo Ferrari |
| 10 | Italia (bandiera)  | A     | Rubens Pasino   |
| 11 | Italia (bandiera)  | A     | Andrea Fabbrini |
| 14 | Italia (bandiera)  | D     | Giovanni Orfei  |
| 15 | Senegal (bandiera) | A     | Diomansy Kamara |
| 16 | Italia (bandiera)  | C     | Mauro Zironelli |

| N. |                       | Ruolo | Calciatore                |
| -- | --------------------- | ----- | ------------------------- |
| 18 | Italia (bandiera)     | C     | Stefano Mauri             |
| 19 | Italia (bandiera)     | A     | Enrico Fantini            |
| 20 | Italia (bandiera)     | D     | Maurizio Domizzi          |
| 21 | Italia (bandiera)     | P     | Adriano Zancopè           |
| 22 | Italia (bandiera)     | P     | Marco Ballotta (capitano) |
| 23 | Italia (bandiera)     | D     | Andrea Quaglia            |
| 28 | Italia (bandiera)     | C     | Massimo Scoponi           |
| 29 | San Marino (bandiera) | D     | Roberto Cevoli            |
| 31 | Italia (bandiera)     | C     | Cris Gilioli              |
| 33 | Italia (bandiera)     | C     | Emiliano Tarana           |
| 80 | Italia (bandiera)     | A     | Andrea Rabito             |
| 87 | Italia (bandiera)     | C     | Vito Grieco               |

## Risultati

### Serie B

#### Girone di andata
| Arbitro: | Pieri (Lucca) |

|                         |           |  |
| Pasino 31’ Rabito 90+1’ | Marcatori |  |

| Arbitro: | Cassarà (Palermo) |

|             |           |                 |
| Porchia 73’ | Marcatori | 52’, 54’ Pasino |

| Arbitro: | Collina (Viareggio) |

|                                          |           |              |
| Fabbrini 24’, 38’ Fantini 54’ Grieco 86’ | Marcatori | 36’ Rastelli |

| Terni 16 settembre 2001 4ª giornata | Ternana            | 0 – 0 | Modena | Stadio Libero Liberati\| Arbitro: \| De Santis (Tivoli) \| |
| Arbitro:                            | De Santis (Tivoli) |       |        |                                                            |

| Arbitro: | Cesari (Genova) |

|                                            |           |                                     |
| Milanetto 27’ (rig.) Balzaretti 81’ (aut.) | Marcatori | 20’ M. Rossi 39’ (rig.) Campolonghi |

| Pistoia 30 settembre 2001 6ª giornata | Pistoiese         | 0 – 0 | Modena | Stadio Marcello Melani\| Arbitro: \| Rizzoli (Bologna) \| |
| Arbitro:                              | Rizzoli (Bologna) |       |        |                                                           |

| Arbitro: | Pellegrino (Barcellona Pozzo di Gotto) |

|                                     |           |  |
| Rabito 3’, 53’ Milanetto 30’ (rig.) | Marcatori |  |

| Arbitro: | Ayroldi (Molfetta) |

|  |           |              |
|  | Marcatori | 82’ Fabbrini |

| Arbitro: | Nucini (Bergamo) |

|                                    |           |  |
| Fabbrini 25’ Rabito 52’ Tarana 80’ | Marcatori |  |

| Arbitro: | Tombolini (Ancona) |

|  |           |                                                       |
|  | Marcatori | 25’ Milanetto 30’, 48’ Fabbrini 45’ Pasino 55’ Rabito |

| Arbitro: | Paparesta (Bari) |

|  |           |               |
|  | Marcatori | 58’ Di Natale |

| Arbitro: | Pellegrino (Barcellona Pozzo di Gotto) |

|                                        |           |              |
| Bombardini 43’ La Grotteria 67’ (rig.) | Marcatori | 63’ Fabbrini |

| Arbitro: | Braschi (Prato) |

|                              |           |           |
| Fabbrini 7’, 9’ Veronese 10’ | Marcatori | 79’ Cozza |

| Arbitro: | Treossi (Forlì) |

|            |           |           |
| Flachi 16’ | Marcatori | 64’ Orfei |

| Arbitro: | Cannella (Palermo) |

|                                             |           |                               |
| Ponzo 4’ Pasino 40’ Rabito 43’ Fabbrini 67’ | Marcatori | 59’ Ghirardello 63’ Mazzoleni |

| Modena 10 dicembre 2001 16ª giornata | Modena              | 0 – 0 | Genoa | Stadio Alberto Braglia\| Arbitro: \| Borriello (Mantova) \| |
| Arbitro:                             | Borriello (Mantova) |       |       |                                                             |

| Arbitro: | Pellegrino (Barcellona Pozzo di Gotto) |

|  |           |                                 |
|  | Marcatori | 38’, 74’ Fabbrini 90’ Zironelli |

| Arbitro: | Collina (Viareggio) |

|            |           |               |
| Pasino 13’ | Marcatori | 81’ Gutierrez |

| Arbitro: | Treossi (Forlì) |

|                  |           |              |
| Gia. Tedesco 29’ | Marcatori | 81’ Veronese |

#### Girone di ritorno
| Arbitro: | Trentalange (Torino) |

|                    |           |                                  |
| Spinesi 90’ (rig.) | Marcatori | 85’ (aut.) Ingrosso 88’ Balestri |

| Arbitro: | Tombolini (Ancona) |

|                        |           |  |
| Kamara 23’ Domizzi 62’ | Marcatori |  |

| Arbitro: | Cesari (Genova) |

|         |           |  |
| Sesa 8’ | Marcatori |  |

| Arbitro: | Preschern (Mestre) |

|                          |           |  |
| Fantini 35’ Fabbrini 85’ | Marcatori |  |

| Arbitro: | Treossi (Forlì) |

|  |           |            |
|  | Marcatori | 48’ Cevoli |

| Arbitro: | Gabriele (Frosinone) |

|            |           |  |
| Kamara 56’ | Marcatori |  |

| Arbitro: | Tombolini (Ancona) |

|           |           |  |
| Taldo 72’ | Marcatori |  |

| Arbitro: | Messina (Bergamo) |

|           |           |           |
| Pasino 2’ | Marcatori | 59’ Tatti |

| Cagliari 17 marzo 2002 28ª giornata | Cagliari          | 0 – 0 | Modena | Stadio Sant'Elia\| Arbitro: \| Saccani (Mantova) \| |
| Arbitro:                            | Saccani (Mantova) |       |        |                                                     |

| Arbitro: | Messina (Bergamo) |

|  |           |               |
|  | Marcatori | 78’ Margiotta |

| Empoli 7 aprile 2002 30ª giornata | Empoli           | 0 – 0 | Modena | Stadio Carlo Castellani\| Arbitro: \| Bertini (Arezzo) \| |
| Arbitro:                          | Bertini (Arezzo) |       |        |                                                           |

| Arbitro: | Rodomonti (Teramo) |

|                             |           |  |
| G. Ferrari 30’ Fabbrini 52’ | Marcatori |  |

| Arbitro: | Rosetti (Torino) |

|  |           |                      |
|  | Marcatori | 90’ (rig.) Milanetto |

| Arbitro: | Ayroldi (Molfetta) |

|                             |           |  |
| G. Ferrari 37’ Fabbrini 79’ | Marcatori |  |

| Arbitro: | Tombolini (Ancona) |

|                 |           |                                   |
| Ghirardello 75’ | Marcatori | 28’ Mauri 37’ Fabbrini 93’ Kamara |

| Genova 12 maggio 2002 35ª giornata | Genoa                | 0 – 0 | Modena | Stadio Luigi Ferraris\| Arbitro: \| Gabriele (Frosinone) \| |
| Arbitro:                           | Gabriele (Frosinone) |       |        |                                                             |

| Modena 19 maggio 2002 36ª giornata | Modena           | 0 – 0 | Ancona | Stadio Alberto Braglia\| Arbitro: \| Nucini (Bergamo) \| |
| Arbitro:                           | Nucini (Bergamo) |       |        |                                                          |

| Arbitro: | Trentalange (Torino) |

|                     |           |  |
| Sullo 6’ Grabbi 65’ | Marcatori |  |

| Arbitro: | Trefoloni (Siena) |

|                                                       |           |                                  |
| Domizzi 29’ Rabito 46’, 56’ Kamara 66’ G. Ferrari 76’ | Marcatori | 52’ (rig.), 62’ (rig.) Vignaroli |

### Coppa Italia

#### Primo turno
| Arbitro: | Rizzoli (Bologna) |

|             |           |  |
| Fantini 76’ | Marcatori |  |

| Arbitro: | Cannella (Palermo) |

|                                                        |           |  |
| Lucenti 10’ Lopez 48’ J.F. Modesto 67’ M. Esposito 85’ | Marcatori |  |

| Arbitro: | Castellani (Verona) |

|                             |           |  |
| Fantini 32’ Rabito 41’, 52’ | Marcatori |  |

#### Secondo turno
| Arbitro: | Trefoloni (Siena) |

|            |           |            |
| Pasino 81’ | Marcatori | 19’ Bucchi |

| Arbitro: | Pieri (Genova) |

|                                                    |           |                             |
| Zé Maria 13’ Bazzani 21’, 32’, 36’ Vryzas 38’, 63’ | Marcatori | 10’, 30’ Fabbrini 70’ Orfei |

## Statistiche

### Statistiche di squadra
| Competizione | Punti | In casa | In casa | In casa | In casa | In casa | In casa | In trasferta | In trasferta | In trasferta | In trasferta | In trasferta | In trasferta | Totale | Totale | Totale | Totale | Totale | Totale | DR  |
| Competizione | Punti | G       | V       | N       | P       | Gf      | Gs      | G            | V            | N            | P            | Gf           | Gs           | G      | V      | N      | P      | Gf     | Gs     | DR  |
| ------------ | ----- | ------- | ------- | ------- | ------- | ------- | ------- | ------------ | ------------ | ------------ | ------------ | ------------ | ------------ | ------ | ------ | ------ | ------ | ------ | ------ | --- |
| Serie B      | 72    | 19      | 12      | 5       | 2       | 37      | 12      | 19           | 8            | 7            | 4            | 21           | 11           | 38     | 20     | 12     | 6      | 58     | 23     | +35 |
| Coppa Italia |       | 3       | 2       | 1       | 0       | 5       | 1       | 2            | 0            | 0            | 2            | 3            | 10           | 5      | 2      | 1      | 2      | 8      | 11     | -3  |
| Totale       |       | 22      | 14      | 6       | 2       | 42      | 13      | 21           | 8            | 7            | 6            | 24           | 21           | 43     | 22     | 13     | 8      | 66     | 34     | +32 |